# Лаве-Моркль
Лаве-Моркль (фр. Lavey-Morcles) — громада  в Швейцарії в кантоні Во, округ Егль.

## Географія
Громада розташована на відстані близько 90 км на південь від Берна, 50 км на південний схід від Лозанни.
Лаве-Моркль має площу 14,2 км², з яких на 5,2% дозволяється будівництво (житлове та будівництво доріг), 18,4% використовуються в сільськогосподарських цілях, 62,9% зайнято лісами, 13,6% не є продуктивними (річки, льодовики або гори).

## Демографія
2019 року в громаді мешкало 929 осіб (+7,9% порівняно з 2010 роком), іноземців було 18,2%. Густота населення становила 65 осіб/км².
За віковим діапазоном населення розподілялося таким чином: 20,7% — особи молодші 20 років, 59,7% — особи у віці 20—64 років, 19,6% — особи у віці 65 років та старші. Було 449 помешкань (у середньому 2,1 особи в помешканні).
Із загальної кількості 346 працюючих 11 було зайнятих в первинному секторі, 52 — в обробній промисловості, 283 — в галузі послуг.